# 格罹弗·諾奎斯特

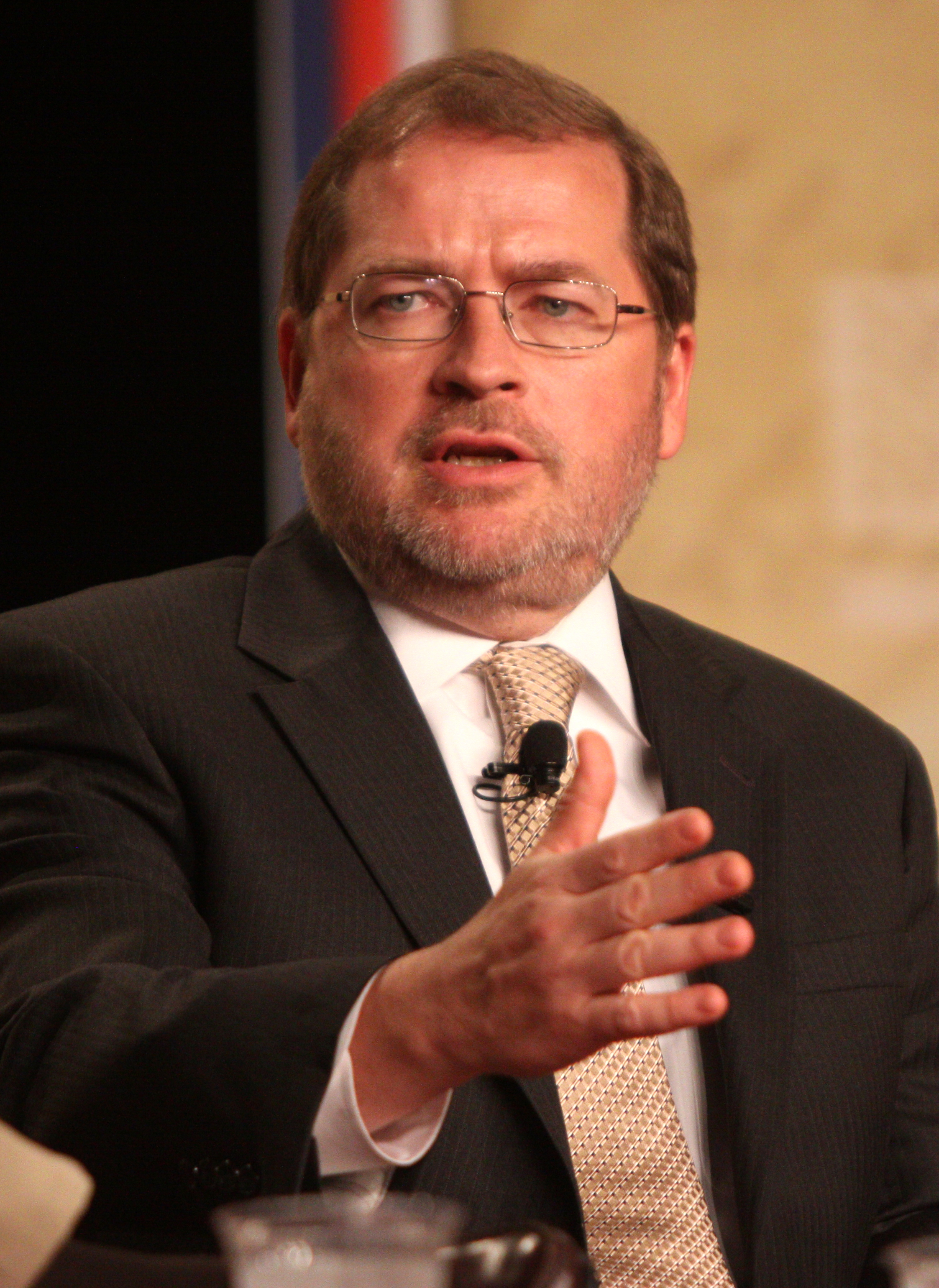
2011年的格罹弗·諾奎斯特

格罹弗·諾奎斯特（英語：Grover Norquist，1956年10月19日—）是美國的一位政治活動家。他是美國稅務改革組織的創辦人和主席，該組織反對一切加稅。諾奎斯特的黨籍是共和黨。他也是「納稅人保護誓約」的主要推動者之一。他也主張縮小政府的規模。